# Paramesochra mielkei
Paramesochra mielkei är en kräftdjursart som beskrevs av Rony Huys 1987. Paramesochra mielkei ingår i släktet Paramesochra och familjen Paramesochridae. Arten är reproducerande i Sverige. Inga underarter finns listade i Catalogue of Life.